# Сухопутные войска Шри-Ланки
Армия Шри-Ланки (синг. ශ්‍රී ලංකා යුද්ධ හමුදාව, там. இலங்கை இராணுவம்) является старейшей и самой крупной частью вооружённых сил Шри-Ланки и отвечает за наземные военные и гуманитарные операции. Созданная как армия Цейлона в 1949 году она была переименована после того как в 1972 году Шри-Ланка стала республикой. По состоянию на 2010 год армия насчитывает около 200 000 постоянного состава, примерно 20 000-40 000 кадрового резерва и 18 000 Национальной гвардии и включает в себя 13 дивизий, 1 десантная бригада, 1 бригада коммандос, 1 бригада специального назначения, 1 отдельная бронетанковая бригады, 3 мотострелковых бригады и более 40 пехотных бригад. C 1980 по 2009 год армия принимала участие в гражданской войне.
Главой армии Шри-Ланки является Командующий армией, в настоящее время генерал-лейтенант Джагат Джайясурия. Верховным главнокомандующим вооружённых сил Шри-Ланки является Президент страны, который возглавляет Совет национальной безопасности при Министерстве обороны, который является высшим органом военного командования занимающийся разработкой, приведением в жизнь оборонной политики и закупок для вооружённых сил. При этом операции армии Шри-Ланки координируется Объединённым командованием операций с двумя другими частями вооружённых сил.
Армия Шри-Ланки также занимается обучением армии США по их просьбе, а также многих других стран в сфере военного образования в сфере гражданских спасательных операций, боевых действий в джунглях, партизанской войны и т. д.

## История

### Древняя и доколониальная история
Первые известные военные действия на Шри-Ланке начинаются с появлением короля Виджая, князь Бенгалии, который вместе с последователями высадился на северо-западном побережье острова примерно в 543 году до н. э. Князь Виджая захватил земли коренного населения острова — веддов. Последующие вторжения из Южной Индии на территорию острова на протяжении нескольких веков, например Чола, приводили к многочисленным битвам. Наиболее известной является битва между 11 000 армией короля Дуттхагамани и королём Чола Элара (200 год до н. э.), которого удалось в конце концов одолеть. Такие черты короля Дуттхагамани как храбрость и рыцарство и выдающиеся наступательные операции под его руководством обеспечили ему место в военной истории Шри-Ланки.
Другими правителями Шри-Ланки являются король Гаджабаху (113 год), который плавал в Индию для вызволения своих пленённых солдат и король Дхатуцена (433 год), которому приписывают отражение многочисленных индийских вторжений и созданием военно-морского флота для этой цели. Он также положил начало использования артиллерии на острове. При короле Виджабахе I (1001 год) захватчики были выбиты с острова, была объединена под одним началом вся страна. Король Паракрамабаху Великий (1153 год) был выдающимся монархом периода Полоннарува, его достижения как правителя и полководца достойны отдельного рассказа. При нём был осуществлён первый зарубежный поход армии Шри-Ланки — поход в Бирму, целью которого было отомстить за оскорбление послов и вмешательство в торговлю слонами. Его авторитет был так высок, что его приглашали для разрешения междоусобных споров правителей Южной Индии. Ещё одним крупным полководцем доколониальной эпохи был Паракрамабаху VI, который победил индийских захватчиков, объединенил остров и основал новую столицу — город Шри-Джаяварденепура-Котте. Хотя письменные источники не подтверждают существование постоянной армии правителей Шри-Ланки, есть ряд источников подтверждающие легенду о существовании резервных конных, слоновьих и пехотных полков, которые набирались на постоянной основе. Ополченцы призывались в случае военной угрозы, после этого они возвращались к сельскому хозяйству.

### Колониальная эпоха
Части Шри-Ланки находились под контролем трёх колониальных европейских империй, а именно Португалии в XVI веке, Голландии в XVII веке и Британии с XVIII века. Тем не менее, пока весь остров не был передан англичанам в 1815 году местные князья сохраняли большую часть своих независимых вооружённых сил и могли успешно отбиваться от европейских армий. Однако британцы, в отличие от своих предшественников, не ставили только на морское преобладание в регионе и таким образом смогли перевести весь остров под свой контроль, а позднее набирать местных жителей в свои колониальные войска.

#### Португальское и голландское владычество (1505—1796 н. э.)
В начале 16-го века европейцы впервые попали на Шри-Ланку, которая тогда называлась Цейлон. В 1505 году португальский флот, боровшийся в Индийском море с арабскими купцами, сбился с курса и высадился близ Галле, на южном побережье острова. В 1517 году португальцы снова появились у острова и с согласия сингальского короля основали торговый пост в Коломбо. Начав контакты с Шри-Ланкой в качестве торговцев, португальцы вскоре показали себя мастерами политики на западном побережье. Были быстро построены многочисленные форты и там начала приживаться европейская культура.
Голландцы впервые появились на острове в 1602 году, когда тот был под португальским контролем. К 1658 они полностью вытеснили португальцев из прибрежных районов. Так же как и португальцы, они не использовали местных жителей в своих войсках и предпочитали жить в изоляции, отстаивая свои интересы в торговле. Как и португальцы, голландцы защищали свои форты собственными силами, но, в отличие от португальцев, они нанимали швейцарских и малайских наёмников. Голландские форты в Джаффне, Галле, Матаре, Баттикалоа и Тринкомали были основательно построены и считаются памятниками их фортификационного искусства. Кроме того, так же как и португальцы, голландцы строили свою колониальную систему как морскую и, хотя они имели возможность развивать и использовать местные войска, они предпочли дистанцироваться от местного населения.

#### Британское правление (1798—1948 годы)
Британская Империя сначала вытеснила голландцев из прибрежных районов страны, а затем постарались завоевать независимое королевство Канди, которое оказывало ей помощь в борьбе с голландцами. В условиях повторяющихся британских нападений кандийцы были вынуждены перейти к тактике партизанской войны и неплохо себя в этом показали.
Первоначально британцы размещали свои вооружённые силы, в которые вошли военные корабли, артиллерия и пехота, для защиты острова от посягательств других иностранных держав, используя естественную гавань Тринкомали как центр управления войсками на Шри-Ланке. В 1796 году швейцарские и малайский наемники, которые ранее были на службе у голландцев, были переданы в Британской Ост-Индской компании. В то время как швейцарский полк де Мерон закончил своё существование в Канаде в 1822 году, малайцы, из которых первоначально был сформирован Малайский корпус, стали 1-м Цейлонским полком в 1802 г. под командованием британского офицера. В том же году Великобритания стала первой иностранной державой имеющая в составе своих войск национальное сингальское военное формирование, которое было названо 2-й Цейлонский полк, также известный как корпус сипаев.
В 1803 году 3-й Цейлонский полк был создан из жителей Молуккских островов и рекрутов из Пинанга. Все три полка сражались вместе с британцами в Кандийской войне, начавшейся в 1803 году. На протяжении следующих лет всё больше сингов и малайцев привлекалось в эти полка, а в 1814 году был создан 4-й полк, полностью состоящий из представителей народов Африки. Позднее он был переименован в Цейлонский стрелковый полк. В конце концов, территория королевства Канди была передана англичанам в 1815 году, и они получили контроль над всем островом. Вооружённое сопротивление британскому владычеству началось почти тут же. В течение первых 50 лет оккупации британцам пришлось столкнуться с целым рядом восстаний и они были вынуждены держать значительные войска на острове в целях обеспечения контроля над страной. После восстания Матале во главе с Пуран Appu в 1848 году, во время которого часть сингальских новобранцев перешла на сторону мятежников, вербовка сингалов в британские войска была временно приостановлено.
Цейлонская легкая пехота добровольцев
Следующий этап привлечения местных жителей в британские войска на лиц начался в 1881 году после вступления в силу постановления о создании на острове корпуса добровольцев. Его назвали Цейлонская легкая пехота добровольцев (CLIV). Этим было скомпенсировано расформирование Цейлонского стрелкового полка в 1874 году. Цейлонская легкая пехота добровольцев первоначально был единым подразделением. Однако постепенно различные части корпуса вырастали в размерах и становились независимыми подразделениями. Из первоначального корпуса выделились:
- Цейлонская артиллерия добровольцев (CAV)
- Цейлонская конная пехота (CMV)
- Цейлонский добровольческий медицинский корпус (CVMC)
- Кадетский батальон легкой пехоты Цейлона (CBLIC)
- Цейлонские инженеры (CE)
- Цейлонский продовольственный и транспортный корпус (CSTC)
- Цейлонский плантаторский стрелковый корпус (состоял только из «белых») (CPRC).[10]

Цейлонские силы обороны

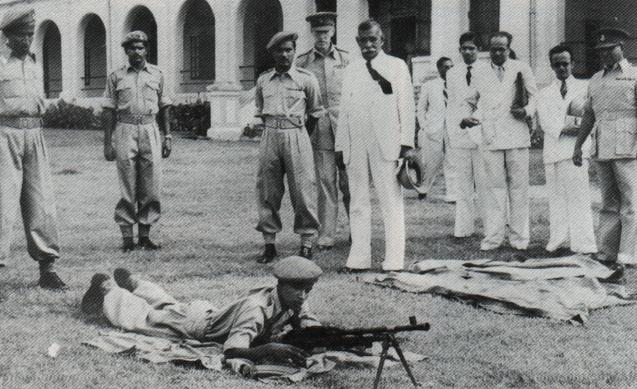
Первый премьер-министр независимой Шри-Ланки Дон Стефен Сенанаяка посещает первый батальон Цейлонской лёгкой пехоты на площади Эшелон и наблюдает за обучением добровольцев обращению с ручным пулемётом.

В 1910 году официальное название военного подразделения было изменено на Цейлонские силы обороны (ЦСО, CDF). Они продолжали увеличиваться в течение начала XX-го века. ЦСО стали боевыми частями, когда контингент Цейлонской конной пехоты (CMV) в 1900 году и контингент Цейлонского плантаторского стрелкового корпуса (CPRC) в 1902 году приняли участие во Второй англо-бурской войне в Южной Африке. Их заслуги были официально признаны в 1902 г. представлением цветов для CMV и знамени для CPRC в 1904 году. В 1922 году ЦСО получили полковое знамя для Цейлонской легкой пехоты (CLI)..
Во время Первой мировой войны многие добровольцы из Цейлонских сил обороны отправились в метрополию, где присоединились к британской армии, и многие из них погибли. Один из них, упоминаемый Сэром Артуром Конаном Дойлом, был рядовой Джакотин из CLI, который был последним оставшимся в живых в своём подразделение в Битве на Лисе и который продолжил борьбу ещё в течение 20 минут прежде, чем был убит.
В 1939 году ЦСО были мобилизованы и произошло огромное расширение, в ходе которого были введены новых подразделения, такие как Цейлонский корпус связи, Вспомогательная территориальная служба, а также Городская гвардия Коломбо, которая ранее была расформирована, но позже была переформирована для удовлетворения военных потребностей. Во время Второй мировой войны Великобритании ввела прямой контроль над ЦСО.

### После обретения независимости

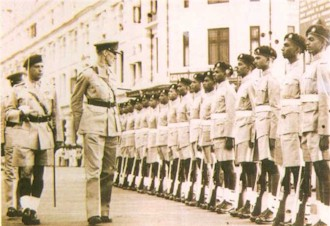
Бригадир Джеймс Синклер, граф Кейтнесс проверяет почётный караул, одетый в кхаки дрилл.

В конце Второй мировой войны ЦСО, которые увеличивались в размерах во время войны, начали демобилизовываться. В 1948 году Шри-Ланка обрела независимость от Великобритании, став доминионом в Содружестве наций, а годом ранее Цейлон заключил с Великобританией двусторонние соглашения по обороне 1947 года. Затем последовал Закон об армии № 17 1949 года, который был принят Парламентом 11 апреля 1949 года и закреплён в чрезвычайном бюллетене номер 10028 от 10 октября 1949, отмеченный созданием армии Цейлона, состоящий из регулярных и добровольных сил, которая стал преемником расформированных Цейлонских сил обороны. Поэтому 10 октября 1949 датой основания армии Цейлона, и 10 октября отмечается ежегодно как день армии. Соглашение об обороне от 1947 года гарантировало, что англичане придут на помощь Цейлону в случае, если он будет атакован иностранной державой, и обязательство британских военных помочь создать вооружённые силы острова. Бригадир Джеймс Синклер, граф Кейтнесс был назначен главным офицером командования Цейлонской армии, и как таковой стал первым командиром Цейлонской армии.
Изначально планировалось что армия будет состоять из артиллерийского полка, инженерного эскадрона, пехотного батальона, медицинского подразделения и обслуживающего подразделения. На протяжении большей части 1950-х годов армия была поглощена задачей создания самой себя и тренировкой личного состава и новобранцев. С этой целью консультативная группа тренировочного управления Британской армии (BATT) организовала учебные курсы для бывших членов ЦОС в Цейлонской армии, старшие офицеры были отправлены в штабной колледж Британской армии, а также были прикреплены к офицерам Британской Рейнской армии, чтобы получить опыт работы на местах. Новые офицеры были направлены на обучение в Королевскую военную академию в Сандхёрсте, которое продолжалось до 1960-х годов. Как офицеры, так и рядовой состав были направлены на специализированные учебные курсы в Великобритании, Индии, Пакистане и Малайзии. Планируемые и уже существующие подразделения были структурированы работать под непосредственным управлением штаба армии. Однако при необходимости есть возможность создания временного штаба.
Из-за отсутствия каких-либо серьёзных внешних угроз рост армии был медленным, основной обязанностью армии к середине 50-х стала внутренняя безопасность, в то же время армию возглавил первый цейлонский командующий — генерал-майора Антон Муттукумари. Первая операцией внутри страны армии Цейлона началась в 1952 году и имела кодовое название «Операция „Монти“». Её целью было противостояние наплыву нелегальных иммигрантов из Южной Индии, занимающихся контрабандой на северо-западном побережье. Армию поддерживал Королевский флот Цейлона занимавшийся патрулированием побережья и полицейскими операциями. Эта операция была расширена и переименована в Целевую группу по борьбе с незаконной иммиграцией (TaFII) в 1963 году и продолжалась она вплоть до 1981 года, когда группа была расформирована. Армия была мобилизована, чтобы помочь полиции в восстановлении мира в провинциях где было введено чрезвычайно положение во время Хартала 1953 года, беспорядков в долине Гал Ойя в 1956 году и в 1958 году во время беспорядков, когда чрезвычайное положение было впервые развернуто на всей территории острова.
В 1950-х и 1960-х годов армия занималась в основном второстепенной работой, помогая полиции когда рабочие объявляли забастовки, организованные левыми и профсоюзами по различным причинам, наиболее заметной была забастовку порта Коломбо в 1961 году, приходилось обходить Коломбо и страна почти попала в изоляцию. Для борьбы с этим явлением было сформировано несколько подразделений, которые были заняты в опытно-конструкторских работах, когда не было забастовок.
В 1962 году несколько офицеров добровольческой части армии попытались провести военный переворот, который был предотвращён перед самым проведением. Это событие в значительной степени повлияло на военных острова. Правительство перестало доверять войскам, армию урезали в размерах, особенно пострадали добровольческие силы, часть подразделений которых была расформирована. В мае 1972 года Цейлон был провозглашён республикой и превратился из «доминиона Цейлон» в «Республику Шри-Ланка», все армейские подразделения были соответственно переименованы.

### 1970-е - настоящее время
После успешной победы над повстанцами во главе с Джанаткха Вимуктхи Перамуна (НФО) в 1971 году, армия столкнулась с новым противником, на этот раз с это были Тигры освобождения Тамил-Илама (ТОТИ) и другие тамильские боевики. Война обострилась до такой степени, что Индию попросили вмешаться в качестве миротворческих сил. Это позже стало рассматриваться как стратегическая ошибка, так как Индийский миротворческий контингент (IPKF) способствовал объединению экстремистских элементов, например НФО стал поддерживать ТОТИ в их стремлении выгнать IPKF с острова. Война с ТОТИ была приостановлена после подписания соглашения о прекращении огня в 2002 году с помощью международного посредничества. Тем не менее, конфликт снова вспыхнул в декабре 2005 года и после провала мирных переговоров армия принимала участие в тяжелых боях, которые возобновились на севере и востоке страны.
С 1980 года армия провела множество операций против повстанцев ТОТИ. Основные операции, проводимые армией в конечном итоге привели к повторному захвату Джафны и других городов повстанцев. 19 мая 2009 года армия Шри-Ланки заявила объявила победу в войне, так как они нашли мертвое тело лидера ТОТИ Велупиллаи Прабхакарана. Это положило конец войне, с уничтожением ТОТИ на Шри-Ланке в результате длительного военного наступления проведённого армией Шри-Ланки.
Основные боевые операции
| - Первое восстание НОФ (1971–1972) - Первая Иламская война (1976–1987) - Операция свобода - Второе восстание НОФ (1987–1990) - Вторая Иламская война (1990–1995) - Операция Морской Бриз - Операция Тривидха Балайя - Операция Балавегайя I, II | - Третья Иламская война (1995–2002) - Операция Ривиреза - Операция Джаясикуру - Операция Ривибала - Операция Ранагоза - Операция Ривикинара - Операция Кинихира I, II, III/IV, V/VI, VII, VIII ,IX | - Четвёртая Иламская война (2006–2009) - Восточный театр - Битва у Троппигалы - Северный театр - Бой за передние оборонительные линии |

#### Миротворцы
Армия Шри-Ланки принимала участие в двух миротворческих миссиях ООН на протяжении своей истории. Первая операция армии была в Конго (ONUC) (1960-1963). Совсем недавно, после подписания соглашения о прекращении огня, подписанного между правительством и ТОТИ в 2002 году, армия Шри-Ланки была приглашена Организацией Объединённых Наций, чтобы быть частью UNSTAMIH на Гаити. Лёгкую пехоту Шри-Ланки выбрали частью операции по поддержанию мира, войска специально обучались противопартизанской борьбе в Кукулеганга. После успешного завершения обучения, батальон под командованием полковника K.A.D.A. Карунасекара отправился на Гаити 22 октября 2004 года. В процессе операции по поддержанию мира 2 солдата были убиты в ходе рейда в Маленький Гоаве. После более чем 6 месяцев службы первый контингент миротворческих сил вернулся в Шри-Ланку 17 мая 2005 года. В декабре 2007 года 7-я смена контингента Шри-Ланки были развернуты количестве 991 офицера и рядовых, многие из них были награждены медалью Организации Объединённых Наций за свои заслуги.
Миротворческий сексуальный скандал
В ноябре 2007 114 из 950 человек миротворческого контингента Шри-Ланки в Гаити были обвинены в сексуальных домогательствах и преступлениях. 
В связи с этим скандалом домой отправилось 108 человек, в том числе 3 офицера. Пресс-секретарь ООН Мишель Монтас заявила: «Организация Объединённых Наций и правительство Шри-Ланки глубоко сожалеют о любой сексуальной эксплуатации и злоупотреблениях, имевших место». Должностные лица Шри-Ланки утверждают, что по этому делу существует мало вещественных доказательств. После расследования дела Управления служб внутреннего надзора ООН (УСВН) пришли к выводу, "акты сексуальной эксплуатации и жестокого обращения с детьми были частыми и происходили, как правило, ночью и в практически в каждом месте, где были развернуты войска. УСВН оказывает помощь в ожидании судебного разбирательства инициированного правительством Шри-Ланки и заявляет что обвинения должны включать в себя изнасилования, "поскольку они касаются детей в возрасте до 18 лет".

## Текущее состояние
По состоянию на настоящее время основная часть армии Шри-Ланки выполняет оборонительные и боевые задачи внутри страны, в то время сохраняются и значительные контингенты, расквартированные за рубежом.

### Войска внутри страны
Из-за гражданской войны армия была постоянно мобилизована (в том числе резервисты) с 1980-х годов (за исключением краткого периода с 2002 год по 2005 год). Бо́льшая часть армии развернута в Северной и Восточной провинциях страны, она включает в себя 14 дивизий, подчиняющихся шести оперативным штаб-квартирам, 2 независимые дивизии и несколько независимых бригад. Армия также базируется и в других частях острова для обеспечения внутренней безопасности, включая Отдел по защите столицы.

### Войска за рубежом
Армия Шри-Ланки принимает участие в ряде миротворческих контингентов:
- Республика Гаити — пехотный батальон, личным составом около 1000 человек, в Республике Гаити в составе Миссия ООН по стабилизации на Гаити с 2004 года [26]
- Чад — контингент инженеров в составе Миссии Организации Объединённых Наций в Центральноафриканской Республике и Чаде с 25 мая 2010 года.[27][28]
- Ливан — рота мотопехоты с боевым обеспечением в составе ЮНИФИЛ с ноября 2010.[29]

## Организационная структура
Главой армии считается Командующий армией, в настоящее время генерал-лейтенант Джагат Джайясурия. Ему помогают начальник штаба армии, в настоящее время генерал-майор Дайя Ратнайака. Коммандант добровольческих войск является главой резерва армии и ответственным за управление всеми резервными подразделениями и набор личного состава для них. Штаб армии, штаб-квартира которого расположена в Коломбо, является главным административным и оперативным штабом армии Шри-Ланки.

### Административное разделение
Штаб армии имеет несколько отделений, в том числе Генеральный Штаб (ГШ, GS), занимающийся координацией деятельности и подготовки кадров, отделение Адъютант-Генерала (АГ, AGs), занимающееся персональным управлением, социальным обеспечением, медицинским обслуживанием и реабилитацией. Отделение генерал-«квартал мастера» (КМГ-ы, QMGs) отвечающее за питание, транспорт, передвижение и строительство и эксплуатацию. Мастер-Генералы боеприпасов (МГБ-ы,MGOs) возглавляет отделение, отвечающее за закупку и техническое обслуживание транспортных средств и специальной техники. Отделение военного секретаря отвечает за все вопросы, касающиеся сотрудников, таких как повышение, движение по службе и дисциплины. Каждое отделение возглавляет офицер в чине генерал-майора, который подчиняется непосредственно командующему армией. В рамках каждого отделения, есть несколько управлений, каждое из которых возглавляется бригадиром.
Штабы подразделений также могут иметь подобное разделение. Например, дивизионный штаб имеет 2 отделения: GS и AG, каждое возглавляется полковником и несёт ответственность за операции и обучение и администрации и логистики соответственно. Аналогично, в бригаде майор и майор AQ отвечают за операции и управление в бригаде..
Как и индийская армия армия Шри-Ланки в значительной степени сохранила традиции британской военной школы, которые прослеживаются и после обретения независимости. Отдельные полки (такие, как Лёгкая пехота Шри-Ланки и полк Синха) осуществляют ряд работ независимо друг от друга, в том числе рекрутирование новобранцев. Военнослужащие, как правило, остаются в одном батальоне на протяжении всей карьеры. Пехотный батальон, основная организационная единица в полевых операциях, включает в себя пять рот из четырёх взводов каждая. Типичный взвод имеет три отделения из десяти человек в каждом. В дополнение к основным силам пехоты, полк коммандос был создан в 1986 году. Поддержка пехоты обеспечивается танковым полком, пять разведывательных полков, три полка мотопехоты, пять полков полевой артиллерии, полк реактивной артиллерии, три полка коммандос, три полка специальных сил, шесть инженерных полков, пять батальонов связи, военно-медицинский корпус и другие логистические единицы.

#### Полки и корпуса
| Название                                 | Штаб-квартиры                            | Подразделения                                                                           |
| ---------------------------------------- | ---------------------------------------- | --------------------------------------------------------------------------------------- |
| Бронетанковый корпус                     | Военный лагерь Рок Хаус, Коломбо         | 9 регулярных полков и один резервный полк.                                              |
| Артиллерия                               | Кантонмент Панагода, Панагода            | 12 регулярных полков и 2 резервных полка.                                               |
| Инженеры                                 | Кантонмент Панагода, Панагода            | 10 регулярных полков и один резервный полк.                                             |
| Корпус связи                             | Кантонмент Панагода, Панагода            | 7 регулярных полков и один резервных полка, кроме этого радиоцех и информационный центр |
| Лёгкая пехота                            | Кантонмент Панагода, Панагода            | 10 регулярных батальонов, 5 резервных батальонов.                                       |
| Полк Синха                               | Лагерь Амбепусса, Амбепусса              | 7 регулярных батальонов, 5 резервных батальонов и батальон штаба.                       |
| Джемуну Вотч                             | Лагерь армии Курувитха, Ратнапура        | 9 регулярных подразделений, 4 резервных подразделения.                                  |
| Полк Гаджаба                             | Лагерь Салияпура, Анурадхапура           | 12 регулярных батальонов, 5 резервных батальонов.                                       |
| Пехотный полк Вийаябаху                  | Лагерь Бойягана, Курунегала              | 8 регулярных батальонов, 4 резервных батальона.                                         |
| Механизированный пехотный полк Шри-Ланки | N/A                                      | 3 регулярных батальона.                                                                 |
| Президентская гвардия                    | N/A                                      | N/A                                                                                     |
| Полк коммандос                           | Ганемулла, Гампаха                       | 4 регулярных полка.                                                                     |
| Полк специальных сил                     | Seeduwa, Гампаха                         | 3 регулярных полка.                                                                     |
| Корпус военной разведки                  | Коломбо                                  | 2 регулярных батальона.                                                                 |
| Полк инженеров-строителей                | Кантонмент Панагода, Панагода            | 3 регулярных полка и 1 резервный полк.                                                  |
| Корпус поддержки                         | Кантонмент Панагода, Панагода            | 4 регулярных и 1 резервное подразделения.                                               |
| Медицинский корпус                       | Кантонмент Панагода, Панагода            | 2 регулярных и 1 резервное подразделения.                                               |
| Корпус боеприпасов                       | Кантонмент Панагода, Панагода            | 3 регулярных боеприпасных батальона и один резервный боеприпасный батальон.             |
| Инженеры электрики и механики            | Slave Island, Коломбо                    | 3 регулярных полка и 1 резервный полк.                                                  |
| Корпус военной полиции                   | Polhengoda, Коломбо                      | 3 регулярных полка.                                                                     |
| Корпус общих работ                       | Кантонмент Панагода, Панагода            | 3 регулярных и 1 резервное подразделения.(With 3 & 4 SLAGSC (Pay & Recored)             |
| Женский корпус                           | Regtl Centre, Борелла                    | 1 регулярное и 4 резервных подразделения.                                               |
| Стрелковый корпус                        | Army Headquarters, Коломбо               | 2 резервных батальона.                                                                  |
| Корпус пионеров                          | Headquarters, Battharamulla, Пеллаватха. | 1 резервное подразделение.                                                              |
| Национальная гвардия                     | Курунегала                               | 32 резервных батальона.                                                                 |

### Оперативное командование
Организуемые и контролируемые Генеральным штабом армии при штабе армии, штабы армии создаются время от времени для выполнения задач и операций связанных с безопасностью страны на острове и в море. В настоящее время в армии развёрнуто 12 дивизий, 7 тактических групп и несколько отдельных бригад. Кроме 11-й дивизий, расквартированной в кантонменте Панагода, отвечающей за оборону столицы, все остальные войска развёрнуты в Северной и Восточной провинциях Шри-Ланки, и делятся на шесть региональных команд, известный как «Штаб-квартиры сил безопасности». Это Штаб-квартира сил безопасности «Джафна» (SFHQ-J), «Ванни» (SFHQ-W), «Восток» (SFHQ-E), «Килиноччи» (SFHQ-KLN), «Муллаиттиву» (SFHQ-MLT) и «Юг» (SFHQ-S).
Каждая SFHQ и другие дивизии подчиняются генералу в ранге генерал-майора. SFHQ включает в себя несколько дивизий, делящихся, в свою очередь, на бригады. Каждую бригаду возглавляет бригадир. Она состоит из нескольких пехотных батальонов, войск боевого обеспечения (артиллерийские войска, Инженерные войска и Войска связи) и войск тылового обеспечения (Корпуса боеприпасов, инженеров-электриков и механиков, поддержки и др.), точный состав бригады зависит от возложенных на неё задач. Есть также несколько отдельных бригад (аэромобильная бригада, танковая бригада и др.)
В других частях страны существуют региональные и субрегиональные штабы. Танковые, инженерные, артиллерийские войска и войска связи представлены при штабах бригадами. Например: артиллерийская бригада, бригада связи и так далее.

#### Подразделения[32]
Штаб-квартира сил безопасности - Джафна (SFHQ-J)
- 51-я дивизия, базируется в Джафне
- 52-я дивизия, базируется на полуострове Джафна
- 55-я дивизия, базируется на военной базе Элефант Пасс в окрестностях Джафны[32]

Штаб-квартира сил безопасности - Ванни (SFHQ-W)
- 56-я дивизия, действует в округе Вавуния
- 61-я дивизия, действует в округе Вавуния
- 21-я дивизия
- Штаб региона Маннар, Маннар

Штаб-квартира сил безопасности - Восток (SFHQ-E)
- 22-я дивизия, базируется в Тринкомали[33]
- 23-я дивизия, базируется в Поонани в округе Баттикалоа[34]

Штаб-квартира сил безопасности - Килиноччи (SFHQ-KLN)
- 57-я дивизия, действует в округе Килиноччи
- 66-я дивизия, действует в округе Килиноччи
- 68-я дивизия, действует в округе Килиноччи
- Task Force 3, действует в округе Килиноччи
- Task Force 7, действует в округе Килиноччи

Штаб-квартира сил безопасности - Муллайттиву (SFHQ-MLT)
- 59-я дивизия, действует в округе Муллайтиву
- 64-я дивизия, действует в округе Муллайтиву
- 65-я дивизия, базируется в Тхунукаи, в округе Муллайтиву
- Task Force 2, действует в округе Муллайтиву

Штаб-квартира сил безопасности - Юг (SFHQ-S)
- Оперативная команда Коломбо, базируется в Коломбо
- 11-я дивизия, базируется в Кантонмент Панагода в Западной провинции
  - 111-я бригада «Канди»
- Штаб региона Хамбантота, Хамбантота
- Штаб региона Галле, Галле
- Штаб региона Дийяталава, Дийяталава
- Штаб субрегиона Ратнапура, Ратнапура
- Штаб субрегиона Курунегала, Курунегала

Independent Divisions
- 53-я дивизия, базируется в Маанкулам[32]
- 58-я дивизия, базируется в Парантхан (официально называют Task Force 1)[32]

Отдельные бригады
- Аэромобильная бригада
- Мотопехотная бригада
- Бронетанковая бригада
- Бригада специальных сил
- Бригада коммандос
- Артиллерийская бригада
- Инженерная бригада
- Бригада связи

Расформированы
- 54-я дивизия, базировалась в Элефант Пасс[38]
- 2-я дивизия
- 3-я дивизия

## Обучение
Главный университет обороны имени сэра Джона Котелавала (KDU) образован в 1981 году и расположен в Ратмалана, в четырнадцати километрах к югу от Коломбо, это единственный университет Шри-Ланки, специализирующийся на военной тематике. Каждый год, приблизительно пятьдесят курсантов из всех трёх видов войск принимаются в университет (в возрасте 18-22 лет), чтобы принять участие в трёхлетней программе академических работ и базовой подготовки.
Молодые старшие офицеры (старше капитана и младше генерала) армии, флота и ВВС могут пройти курсы повышения квалификации в Командно-штабном колледже обороны в пригороде Коломбо, который был создан в 1997 году под названием «Армейский командно-штабной колледж».
Базовая подготовка офицеров осуществляется «Военной академией Шри-Ланки» (SLMA) (официально называется Учебный центр армии), расположенной в Дайяталава в округе Бадулла в провинции Ува. Кадеты по окончании академии становятся офицерами регулярных и добровольческих сил. Курс обучения курсанта составляет 90 недель и включает в себя обучение тактике и командованию, которая помогает подготовить из курсантов будущих командиров взводов. Курс состоит из военных и академических предметов, а также физические упражнения. Обучение способствует развитию лидерских качеств и понимания роли каждого из них в качестве офицера и опоры государства. Из-за нехватки личного состава младших офицеров, учебный процесс был ускорен в 1980 году созданием краткого должностного курса. Курсанты получили подготовку на уровне пятидесяти шести недель и взяли на себя обязательство продолжить своё обучение в течение десяти лет служа кадровым офицеров армии и пяти лет служа добровольцем.
Обучением новобранцев занимается Школа обучения армии в окружном секретариате Махаойя. В нескольких местах происходит дополнительное обучение (как офицеров, так и рядового состава): Центр подготовки пехоты в Миннерии, Школа боевой подготовки в Ампаре, унтер-офицеры проходят обучение в Школе подготовки унтер-офицеров в Кала-Ойя. Все эти учреждения находятся под контролем Управления подготовки штаба армии. Специальное и дополнительное обучение происходит в Школах специальной подготовки, полковых учебных центрах и индивидуально в подразделениях.
Так как вооружённые силы Шри-Ланки не имеют развитой систему подготовки, особенно по специфическим специальностям, они вынуждены пользоваться военным образованием других стран. Великобритания, как и в первые годы после обретения независимости играет большую роль в подготовке военных специалистов для войск Шри-Ланки. Также специалистов обучают в Пакистане, Малайзии, Австралии и США. Кроме того, по соглашению 1984 года инструкторы из спецслужб Израиля (Шабак, контрразведка и служба внутренней безопасности) занимались обучением армейских офицеров контртеррористической деятельности.
Армия Шри-Лани занимается специальным обучением иностранных офицеров (в основном офицеров армии США) спасательным операциям гражданского населения, противопартизанской борьбе, бою в условиях джунглей и прочему.

### Учебные учреждения
| Учебные центры 1. Военная академия Шри-Ланки (SLMA) 2. Школа обучения армии (ATS) 3. Центр подготовки пехоты (ITC) 4. Школа боевой подготовки (CTS) 5. Центр физической подготовки (APEC) 6. Школа подготовки добровольческих сил (VFTS) 7. Школа подготовки стрелков-снайперов (MSTS) 8. Школа подготовки унтер-офицеров (NCOTS) 9. Языковая школа подготовки (LTS) 10. Институт Шри-Ланки обучения проведению миротворческих операций (IPSOT-SL) | Полковые учебные центры 1. Учебный центр бронетанкового корпуса 2. Школа артиллерии 3. Школа военных инженеров Шри-Ланки 4. Школа инженеров-механиков 5. Школа связистов 6. Школа подготовки полка коммандос 7. Школа инженеров-строителей 8. Школа корпуса поддержки армии Шри-Ланки 9. Школа военных медсестёр Армии Шри-Ланки 10. Школа боеприпасов Армии Шри-Ланки 11. Школа инженеров-электриков и механиков Шри-Ланки 12. Школа корпуса военной полиции Шри-Ланки 13. Школа корпуса общих работ Шри-Ланки |

## Личный состав
Армия Шри-Ланки в настоящее время имеет численность в 200 000 человек, в том числе 2960 женщин и плюс 58 тысяч резервистов.
В конце 1987 года армия имевшая состав порядка 40000 военнослужащих, почти поровну разделились между военнослужащими регулярной армии и резервистов мобилизационного резерва. Около 20000 человек в действующей армии представляло собой значительное увеличение по сравнению с составом 1983 года, когда численность составляла только 12000. Агрессивная кампания по набору рекрутов после событий 1983 года подняли эту цифру до 16000 в начале 1985 года. К 2007 году армия была расширена до более чем 120 000 человек.
Так как вооружённые силы Шри-Ланки формируются на контрактной основе, то весь личный состав армии Шри-Ланки 
это добровольцы, как служащие в действующей армией, так и резервисты. Это не следует путать с традиционным термином добровольцы, который применяется для резервистов или резервистских подразделений. Набор личного состава проводится по всему острову с ограничениями в северной и восточной провинциях страны во время гражданской войны в этих областях.Стрелковый корпус это единственное территориальное подразделение, которое осуществляет набор только в Центральной провинции. В июне 2009 года правительство Шри-Ланки объявило о планах создания Тамильского полка, чтобы способствовать интеграции в армию бывших мятежников.

### Награждённые Парама Виира Вибхушанайя
Парама Виира Вибхушанайя это высшая награда за доблесть в вооружённых силах Шри-Ланки. В армии её получили:
- Полковник А.Ф. Лафир, погиб в бою
- Майор Г.С. Джайянатх, погиб в бою
- Капитан Салия Упул Аладенийя, погиб в бою
- Младший лейтенант К.В.Т. Ниссанка, погиб в бою
- Уорент-офицер 2-го класса Пасан Гунасекера, погиб в бою
- Капрал Гамини Куларатне, погиб в бою
- Младший капрал В.И.М. Сеневиратне, погиб в бою

### Потери
Более 23 790 военнослужащих вооружённых сил Шри-Ланки были убиты с начала гражданской войны в 1981 году до её окончания в 2009 году, включая 11 генералов. 659 человек были убиты вовремя восстания 1987-1990 годов. 53 человека были убиты и 323 ранены во время восстания 1971-1972 годов. Список известных погибших на действительной военной службе;
- Генерал-лейтенант Дензил Коббекадува (погиб в бою) - Один из величайших генералов современной Шри-Ланки и оперативный главнокомандующий Северного сектора.[44]
- Генерал-лейтенант Парами Кулатунга (погиб в бою) - Бывший заместитель начальника штаба армии.[44]
- Генерал-лейтенант Налин Ангаммана (погиб в бою) - официально главнокомандующий офицер 3-й дивизии.[45]
- Генерал-майор Виджайя Вималаратне (погиб в бою) - Одимн из величайший генералов современной Шри-Ланки, командир бригады Джафна.[44]
- Генерал-майор Перси Фернандо (погиб в бою) - официально главнокомандующий офицер 54-й дивизии.[45]
- Генерал-майор Ларри Виджератне (погиб в бою) - официально командующий бригады 51-4.[45]
- Генерал-майор Лакшман 'Лакки' Виджайаратне (погиб в бою) - официально командующий 22-й бригады.[45]
- Генерал-майор Сусантха Мендис (погиб в бою) - официально командующий бригады 51-2.[45]
- Генерал-майор Ананда Хамангода (погиб в бою) - официально командующий бригады 51-2.[46]
- Бригадир Бхатхийя Джайятиллека (погиб в бою) - официально командующий бригады 51-1
- Бригадир Рохитха Нейл Акмеемана (погиб в бою) - официально командующий бригады Элефант Пасс.[45]
- Полковник Туан Низам Мутхалифф - официально командующий офицер 1-го батальона корпуса военной разведки.[47]

### Женщины в армии Шри-Ланки
Женский корпус армии Шри-Ланки (SLAWC) был образован 1 сентября 1979 г. как невооружённое вспомогательное подразделение. Как калька с Королевского женского армейского корпуса, он идентичен по строению с головной организацией, а её первое поколение офицеров-кадетов прошло обучение в Великобритании. Кандидаты должны были иметь возраст в пределах от восемнадцати до двадцати лет и иметь простой сертификат об среднем образовании, в то время кандидаты в офицеры должны были сдавать на расширенный уровень. Призыв шёл на пятилетнюю службу (так же как и для мужчин), рекрута не имели права вступать в брак в этот период. Во время прохождения шестнадцатинедельного курса обучения в армейском центре подготовки в Дайяталаве в Военной академии Шри-Ланки курсанты должны были пройти через программу обучения и физические упражнения, подобные мужским, за исключением оружия и обучению бою. Женщины-солдаты получали довольствие наравне с мужчинами, но были ограничены в выборе места службы. Они могли стать медсёстрами, связистками или клерками. В конце 1987 года первый женский выпуск Учебного центра Армии Вийянини были сертифицированы в качестве инструкторов армии.
С тех пор женщины-офицеры доказали свою полезность армии и служат в различных областях армейской жизни. Они проявили себя как авиадиспетчеры, техников радиоэлектронной борьбы, связисток, автомобильных механиков, авиатехников, криптографов, врачей, военврачей, юристов, инженеров и даже фотографов аэрофотосъёмки 
Для удовлетворения оперативных потребностей в данных областях, был сформирован второй добровольческий батальон Женского корпуса. Несколько офицеров из регулярной части корпуса части были прикреплены к данному подразделению для организации командной структуры. В настоящее время батальон в основном располагается в провинциях бывших ещё недавно театром военных действий: Северной и Восточной.
Многие офицеры, начиная с подполковника А.В. Тхамбирайя назначались командовать данным подразделением на некоторое время. Первой женщиной командиром корпуса была подполковник Кумудини Виирасекара в 1992 году и в 2007 году было три женщины-офицера в звании генерал-майора. В настоящее время корпус представлен одним регулярным полком и четырьмя добровольческими полками.

#### Сева Ванита
Многие жёны военнослужащих состоят в отделениях Сева Ванита, организованных при полках, в которых служат их мужья. Организация занимается благотворительными проектами связанными с армией, то есть поддержкой семей военнослужащих действующей армии, помощь инвалидам и семьям погибших, помощь в адаптации к мирной жизни закончивших службу и так далее.

### Компенсация при потере кормильца
При гибели военнослужащего его семье выплачивается компенсация по потере кормильца, причём размер компенсации от звания не зависит, она одинакова и для рядовых и для генералов.

## Снаряжение
В 1980-х и 1990-х годах армия расширила свой спектр оружия и оборудования от первоначального запаса времён Второй мировой: британских винтовок Ли-Энфилд, пистолетов-пулемётов STEN, пулемётов Виккерс, ручных пулемётов Bren, 6-дюймовых береговых орудий, бронеавтомобилей Дэймлер, бронетранспортёров Universal Carrier, легких зениток 40-мм Бофорс, тяжёлых 95-мм 3.7-Inch QF AA и 107-мм тяжелых миномётов, а также послевоенных запасов Саладинов, Сарацинов, Ферретов и Шорландов S55. Новые источники вооружение в середине-конце 1970-х годов это СССР, Югославия и Китай — страны, с которыми левое правительство Сиримаво Бандаранаике имело тесные связи. Китай снова будет важным источником оружия в 1990-х.
Для удовлетворения угрозы, преимущественно от ТОТИ, армия стала закупать современную военную технику, включая тяжёлые пулемёты калибра 12,7-мм, РПГ (ручные гранатомёты), приборы ночного видения, 106-мм безоткатные орудия, 60-мм и 81-мм миномёты, 40 мм гранатомёты и некоторые снайперские винтовки. Восстановленные бронетранспортеры были добавлены в автопарк «А» 1-го полка бронетанкового корпуса Шри-Ланки. Эти БТРы были включены в бронетанковый корпус, чтобы их экипаж мог безопасно встречаться на поле боя с Саладинами и Ферретами, которые были уязвимы для противотанкового оружия. Возможности артиллерии были увеличены с введением 25-фунтовой полевой пушки. 122-мм, 130-мм и 152-мм гаубицы китайского производства были получены армией Шри-Ланки в 1995 и 1998 годах, в то время как 122-мм реактивные системы залпового огня (MBRL) были впервые использованы армией Шри-Ланки в 2000 году.
Хотя оружие было устаревшим на момент покупки, правительство Шри-Ланки посчитало их успешными в бою. Наземные мины оказались самой большой угрозой для сил безопасности, так как многие мины были развернуты против правительственных сил со стороны ТОТИ в северной и восточной провинциях. Эти мины применялись против правительственных грузовых автомобилей и автобусов с высоким уровнем поражения. Они весили примерно 50-100 кг, поэтому против них ни один из стоящих в то время на вооружении Шри-Ланки бронированных автомобилей не мог выстоять. Поэтому были закуплены южно-африканские Баффелы, поступившие в войска в 1985 году. К 1987 году армия получила собственную разработку — Уникон построенную на принципах Баффела, позднее появились Унибаффелы . И Уникон, и Унибаффел собирались силами корпуса инженеров-электриков и механиков Шри-Ланки.
В последние годы самым крупным поставщиком вооружений на Шри-Ланку является Китай. Это связано с тем, что большинство правительств стран Евросоюза и США придерживаются положения об ограничении экспорта вооружений в страны с внутренними конфликтами. Однако в последние годы гражданской войны США частично пересмотрели своё отношение к этому вопросу.
Китай не придерживается подобных ограничений, что рассматривается иногда, как попытку завоевать влияние на стратегически важную Шри-Ланку. Шри-Ланка также продолжает получать разнообразное вооружение от поставщиков из Великобритании, Пакистана, Израиля и других бывших поставщиков.

### Бронетехника
| Тип                            | Изображение | Производитель  | Назначение                                  | Количество | Примечания                                    |       |
| Танки                          | Танки       | Танки          | Танки                                       | Танки      | Танки                                         | Танки |
| ------------------------------ | ----------- | -------------- | ------------------------------------------- | ---------- | --------------------------------------------- | ----- |
| Т-55A T-55AM2                  |             | Чехословакия   | Средний танк Основной боевой танк           | 62         |                                               |       |
| Боевые машины пехоты           |             |                |                                             |            |                                               |       |
| БМП-2                          |             | СССР           | Боевая машина пехоты                        | 49         |                                               |       |
| БМП-1                          |             | СССР           | Боевая машина пехоты                        | 13         |                                               |       |
| Бронетранспортёры              |             |                |                                             |            |                                               |       |
| Тип 89 (YW534)                 |             | Китай          | Бронетранспортёр                            | [ 60 ]     |                                               |       |
| Тип 85 (YW531H)                |             | Китай          | Бронетранспортёр                            | 30         |                                               |       |
| Тип 63 (YW531)                 |             | Китай          | Бронетранспортёр                            | [ 60 ]     |                                               |       |
| БТР-80 БТР-80А                 |             | Россия         | Бронетранспортёр                            | 25         |                                               |       |
| Тип 92 (WZ551)                 |             | Китай          | Бронетранспортёр                            | 20         |                                               |       |
| Унибаффел                      |             | Шри-Ланка      | Бронетранспортёр                            |            | Местного производства, с противоминой защитой |       |
| Уникон                         |             | Шри-Ланка      | Бронетранспортёр                            | 105        | Местного производства, с противоминой защитой |       |
| Баффел                         |             | ЮАР            | Бронетранспортёр                            | 31         | с противоминой защитой                        |       |
| Боевые разведывательные машины |             |                |                                             |            |                                               |       |
| Саладин                        |             | Великобритания | Боевая разведывательная машина              | 15         |                                               |       |
| Феррет                         |             | Великобритания | Боевая разведывательная машина              | неизвестно |                                               |       |
| Специальная техника            |             |                |                                             |            |                                               |       |
| VT-55A                         |             | Чехословакия   | Бронированная ремонтно-эвакуационная машина | 16         |                                               |       |
| MT-55A                         |             | Чехословакия   | Танковый мостоукладчик                      | 2          |                                               |       |
| БРЭМ-К                         |             | Россия         | Бронированная ремонтно-эвакуационная машина | неизвестно |                                               |       |

### Артиллерия
| Тип                             | Изображение                     | Производитель                   | Назначение                      | Количество                      | Примечания                                |                                 |
| Ракетные системы залпового огня | Ракетные системы залпового огня | Ракетные системы залпового огня | Ракетные системы залпового огня | Ракетные системы залпового огня | Ракетные системы залпового огня           | Ракетные системы залпового огня |
| ------------------------------- | ------------------------------- | ------------------------------- | ------------------------------- | ------------------------------- | ----------------------------------------- | ------------------------------- |
| RM-70                           |                                 | Чехословакия                    | 122-мм РСЗО                     | 22                              |                                           |                                 |
| KRL-122                         |                                 | Пакистан                        | 122-мм РСЗО                     | 6                               | Пакистанская версия северокорейской BM-11 |                                 |
| Буксируемая артиллерия          |                                 |                                 |                                 |                                 |                                           |                                 |
| Тип 66                          |                                 | КНР                             | 152-мм пушка-гаубица            | 46                              | копия советской Д-20                      |                                 |
| Тип 59-1                        |                                 | КНР                             | 130-мм пушка                    | 30                              | копия советской М-46                      |                                 |
| Тип 83                          |                                 | КНР                             | 122-мм гаубица                  | 20                              | китайская улучшенная версия Д-30          |                                 |
| QF 25 pounder                   |                                 | Великобритания                  | 87,6-мм пушка-гаубица           | нет данных                      | применяется в церемониальных целях        |                                 |
| Миномёты                        |                                 |                                 |                                 |                                 |                                           |                                 |
|                                 |                                 |                                 | 81-мм миномёт                   | 520                             |                                           |                                 |
| БМ-43                           |                                 | СССР                            | 82-мм миномёт                   | 209                             |                                           |                                 |
| M2 4.2 inch mortar              |                                 | США                             | 107-мм миномёт                  | [ 65 ]                          |                                           |                                 |
| ПМ-43                           |                                 | СССР                            | 120-мм миномёт                  | 55                              |                                           |                                 |
| Противотанковая артиллерия      |                                 |                                 |                                 |                                 |                                           |                                 |
| М65                             |                                 | Югославия                       | 105-мм безоткатное орудие       | 20                              |                                           |                                 |
| М40                             |                                 | США                             | 106-мм безоткатное орудие       | 30                              |                                           |                                 |
| Тип-56                          |                                 | Китай                           | 85-мм дивизионная пушка         | 8                               | копия советской Д-44                      |                                 |
| Контрбатарейные РЛС             |                                 |                                 |                                 |                                 |                                           |                                 |
| AN/TPQ-36                       |                                 | США                             |                                 | нет данных                      |                                           |                                 |
| SLC-2 Radar                     |                                 | КНР                             |                                 | нет данных                      |                                           |                                 |

### Ручное оружие

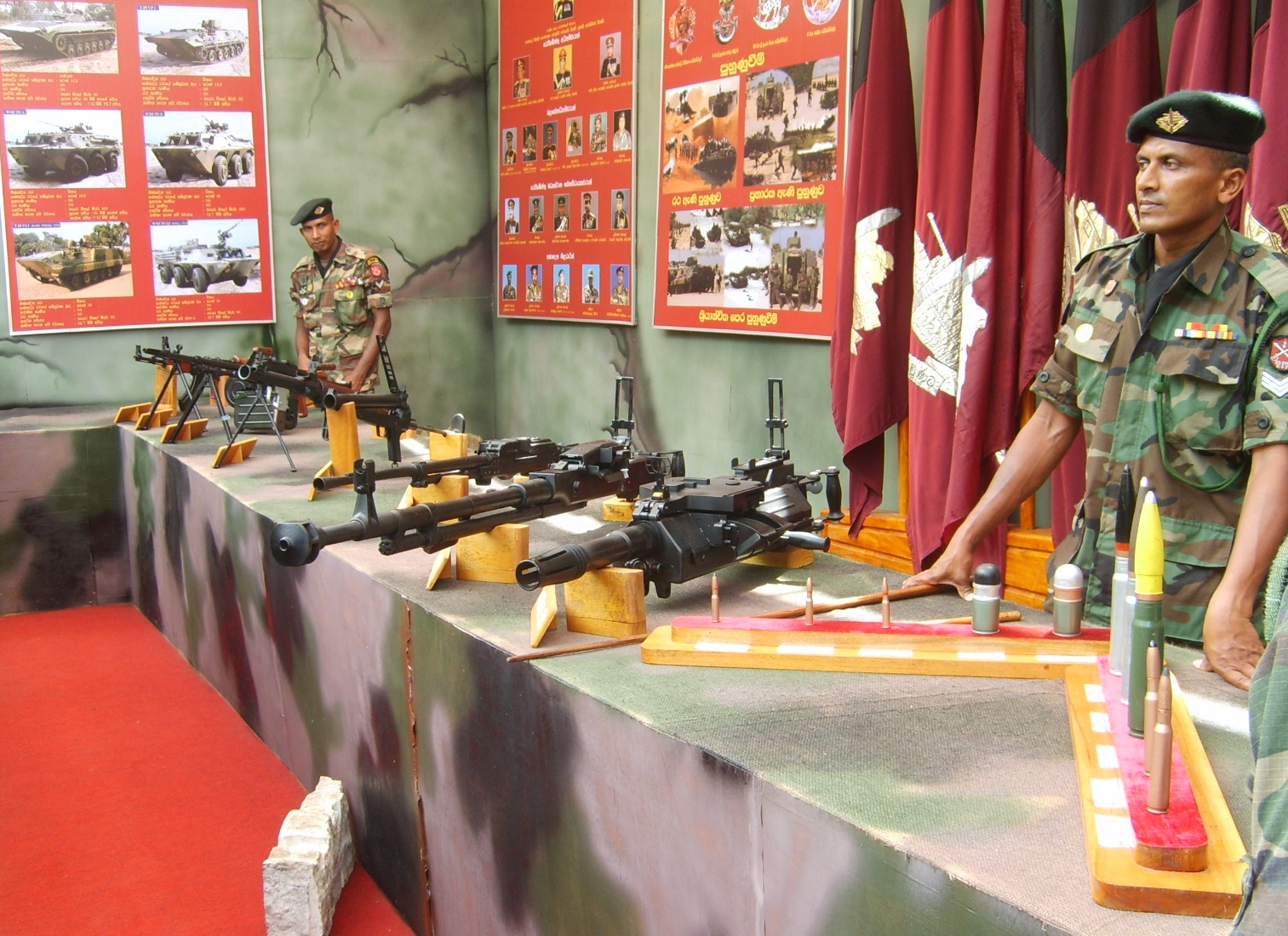
Стрелковое оружие

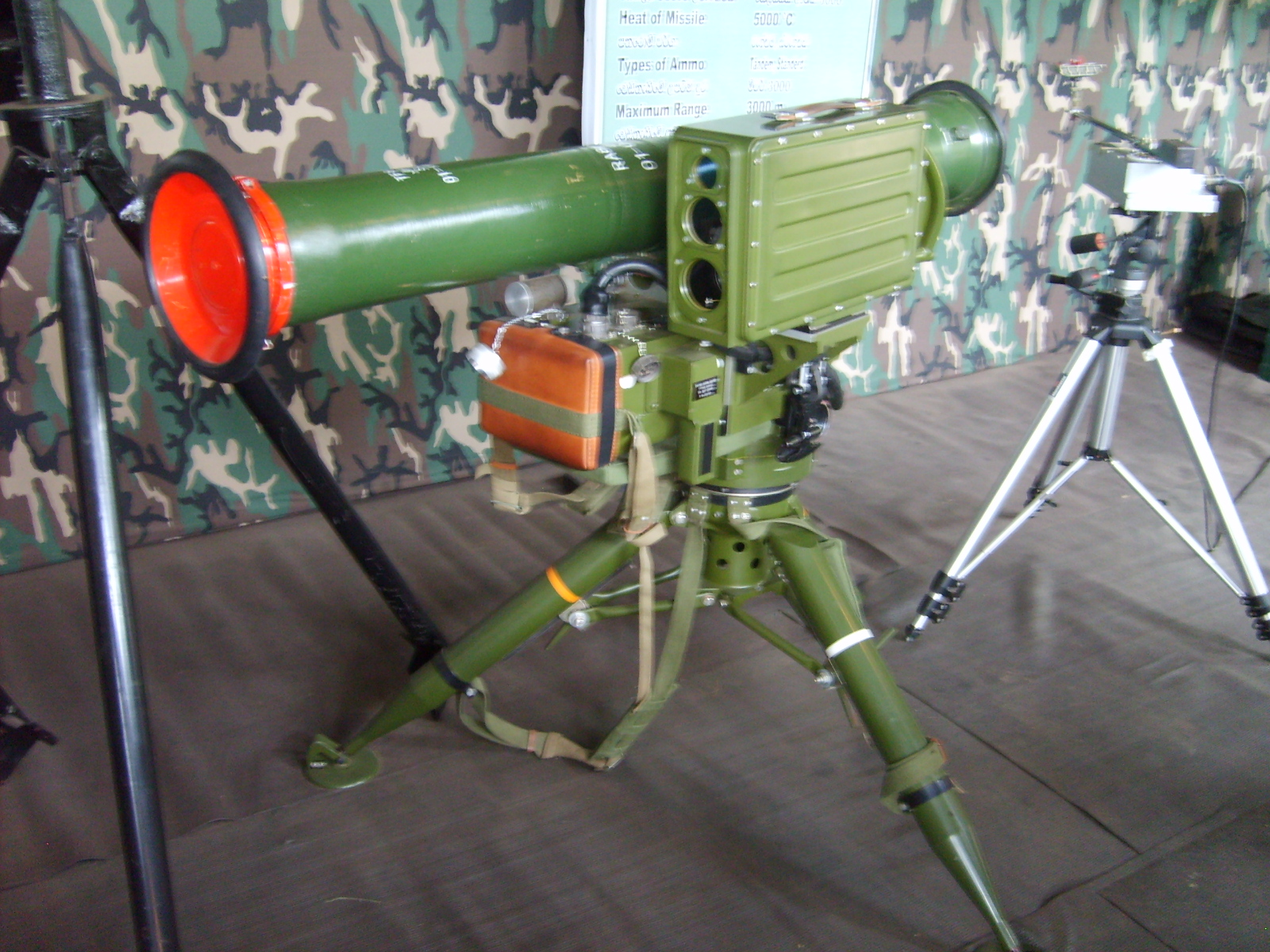
HJ-8

| Пистолеты                          |
| ---------------------------------- |
| Beretta M9 Пистолет                |
| Глок 17                            |
| Револьвер Энфилд                   |
| Автоматы                           |
| Автомат Калашникова                |
| CZ SA Vz.58                        |
| Type 56                            |
| Type 81                            |
| HK G3                              |
| FN FNC (сменила FN FAL ещё в 1981) |
| M16                                |
| M4                                 |
| CIS SAR-80                         |
| Тип 95                             |
| Пистолет-пулемёты                  |
| HK MP5                             |
| Uzi                                |
| Sterling L2                        |

| Снайперские винтовки                         |
| -------------------------------------------- |
| L96A1                                        |
| HK PSG1                                      |
| СВД                                          |
| Zastava M93                                  |
| Пулемёты                                     |
| Type 80                                      |
| FN Minimi                                    |
| FN MAG                                       |
| Tип 56                                       |
| HK21                                         |
| Гранатомёты                                  |
| MGL Револьверного типа                       |
| HK69 Казнозарядный                           |
| M203 подствольный гранатомёт                 |
| Ракетные пусковые установки                  |
| Шмель (огнемёт) одноразовый ракетный огнемёт |
| Тип 69 РПГ                                   |
| ПТУР                                         |
| HJ-8                                         |